# Église Saint-Louis-de-Gonzague de Naples

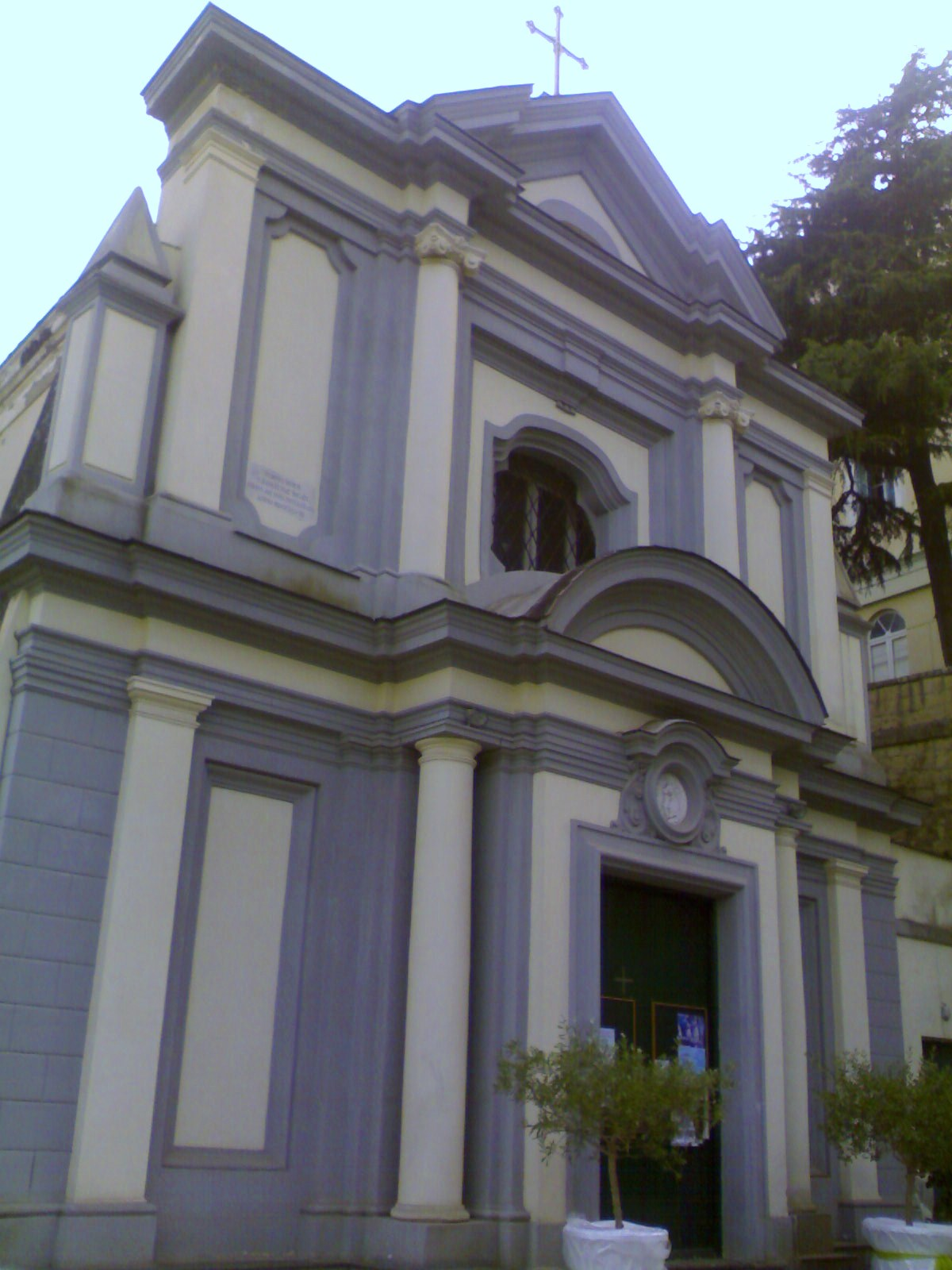
Façade de l'église.

L'église Saint-Louis-de-Gonzague est une église de Naples consacrée à saint Louis de Gonzague située dans le quartier du Pausilippe. On y accède par un escalier rupestre, bordé de pièces de marbre.

## Histoire et description
L'église est bâtie en l'honneur de saint Louis de Gonzague qui séjourna en convalescence à Naples en 1585, avant de retourner à Rome terminer ses études de philosophie. L'église érigée au XVIIe siècle est contemporaine de l'église Sant'Antonio a Posillipo située à proximité. Elle a été totalement remaniée dans la seconde moitié du XVIIIe siècle.
L'église possède une nef unique typique de cette période. La façade rappelle modestement celle de la basilique de la Très-Sainte-Annonciation-Majeure, mais elle présente des pilastres doriques et des colonnes toscanes au premier ordre et au second ordre des pilastres ioniques.
L'église desservait un vaste ensemble conventuel qui est aujourd'hui le siège de la faculté pontificale de théologie de l'Italie méridionale. 

## Source de la traduction
- (it) Cet article est partiellement ou en totalité issu de l’article de Wikipédia en italien intitulé « Chiesa di San Luigi Gonzaga (Napoli) » (voir la liste des auteurs).